# Daniel Guillot Ortiz
Daniel Guillot Ortiz es un botánico, taxónomo, y profesor español. Realiza actividades académicas y científicas en el Instituto Cavanilles de Biodiversidad de la Universidad de Valencia.
En 2007, obtuvo con una defensa de tesis, su doctorado, por el Instituto Cavanilles de Biodiversidad de la Universidad de Valencia, con la tesis “Algunos aspectos de la flora ornamental valenciana”, dirigida por el Dr. Josep Antoni Rosselló Picornell.

## Obra

### Libros
- daniel Guillot Ortiz. 2012. Flora ornamental española: aspectos históricos y principales especies, v. 8 de Monografías de Bouteloua. Editor José Luis Benito Alonso, 274 p. ISBN 8493752819, ISBN 9788493752811

- daniel Guillot Ortiz. 2010. La tribu Anthemideae Cass. (Asteraceae) en la flora alóctona de la Península Ibérica e Islas Baleares, v. 9 de Monografías de la Revista Bouteloua. Editor José Luis Benito Alonso, 158 p. ISBN 849378110X, ISBN 9788493781101

- daniel Guillot Ortiz, piet Van der Meer, emilio Laguna, josep antoni Rosselló. 2009. El género Agave L. en la flora alóctona valenciana, v. 3 de Monografías de Bouteloua. Editor José Luis Benito Alonso. 94 p. ISBN 8493729191, ISBN 9788493729196

- daniel Guillot Ortiz, piet Van der Meer. 2009. El género Yucca L. en España, v. 2 de Monografías de Bouteloua. Editor José Luis Benito Alonso, 124 p. ISBN 8493729183, ISBN 9788493729189

- daniel Guillot Ortiz, emilio Laguna Lumbreras, josep antoni Rosselló. 2009. La familia Crassulaceae en la flora alóctona valenciana, v. 4 de Monografías de Bouteloua. Editor José Luis Benito Alonso, 106 p. ISBN 8493729116, ISBN 9788493729110

### Artículos
- Verloove, Filip; Guillot Ortiz, Daniel; Guiggi, Alessandro. 2018. New records of interesting, non-native succulents from Alicante (Spain). Xerophilia 23. 33-42.

- Guillot, D. & P. Van der Meer (2004) Dos nuevos taxones del género Agave descritos en el Jardín Botánico de Valencia. Flora Montiberica 27: 54-56.

- Guillot, D. & P. Van der Meer (2004) Agave x cavanillesii, nuevo híbrido descubierto en la Comunidad Valenciana. Flora Montiberica 28: 73-76.

- Guillot, D. & J. A. Rosselló (2004) Lavandula x cavanillesii, un híbrido nuevo en la flora alóctona valenciana. Flora Montiberica 28: 77-79.

- Guillot, D. & P. Van der Meer (2005) Agave x segurae D. Guillot & Van der Meer, un taxón nuevo dentro del grupo Americanae, naturalizado en la Comunidad Valenciana. Flora Montiberica 29: 30-33.

- Guillot, D. & P. Van der Meer (2005) Agave x güemensis Guillot & Meer (Agave polyacantha Haw. x Agave warelliana Baker), un nuevo híbrido dentro del grupo Polycephalae Gentry. Studia Botanica 24: 87-89.

- Guillot, D. & J. A. Rosselló (2006) Un nuevo híbrido dentro del género Lavandula L., Lavandula x glaucescens D. Guillot & Rosselló (L. dentata var. candicans x l. angustifolia Mill.). Bouteloua 1: 61-62.

- Guillot, D., E. Laguna, J. López-Pujol, Ll. Sáez & C. Puche (2014) Kalanchoe × houghtonii ´Garbí´. Bouteloua 19: 99-128.

- Guillot, D., E. Laguna, C. Puche & P. P. Ferrer (2014) Opuntia robusta Wendland (Cactaceae) en la provincia de Valencia. Bouteloua 19: 71-94.

- Guillot, D. (2014) Apuntes para una flora ornamental de la provincia de Castellón (España). Bouteloua 19: 178-186.

- Guillot, D. & P. van der Meer (2014) Algunas agaváceas cultivadas en el Jardín Botánico de Valencia a finales del siglo XIX. ACUA 71: 7-12.

- Guillot, D., E. Laguna & P. P. Ferrer (2014) Opuntia tomentosa Salm-Dyck en la Comunidad Valenciana. Bouteloua 17: 102-111.

- Guillot, D. (2014) Plantas ornamentales de Nogueruelas (Teruel, España). Bouteloua 18: 44-88.

- Guillot, D. (2014) Nuevos datos sobre formas hortícolas del género Lavandula L. (Labiatae) comercializadas en la Comunidad Valenciana. Bouteloua 18: 93-99.

- Van der Meer, P. & D. Guillot (2014) Agave macroacantha Zucc. y sus cultivares en España. Acua 69: 6-9.

- Guillot, D., E. Laguna & J. López-Pujol (2014) Opuntia ficus-indica ‘Anacantha’ and ‘Vertex’, first references as cultivated plants in Spain and Europe. Bouteloua 19: 129-140.

- Guillot, D. (2014) Apuntes para una flora ornamental de la provincia de Castellón (España). Bouteloua 19.

- Guillot, D. (2014) Plantas ornamentales de Jabaloyas (Teruel). Bouteloua 19: 155-177.